# Xanthorhoe lugubris
Xanthorhoe lugubris là một loài bướm đêm trong họ Geometridae.